# Sanyasi Mera Naam
Pour plus de détails, voir Fiche technique et Distribution.
Sanyasi Mera Naam est un film d'action indien en hindi sorti en 1999. Il est réalisé par Imran Khalid et met en vedette Mithun Chakraborty, Kader Khan, Milind Gunaji et Dhananjay Singh.Le film présente également une apparition spéciale de Dharmendra.

## Scénario
Un homme se fait passer pour un sanyasi (prêtre) et trompe les villageois. Pourchassé par la police, il tue accidentellement quelqu'un alors qu'il est en fuite et se retrouve dans un village. Il se réfugie dans une maison, mais se rend vite compte qu'il vit dans la maison de l'homme qu'il a tué. Désormais, Sanyasi se transforme en un humain transformé et protège sa famille des locaux.

## Fiche technique
- Titre original : Sanyasi Mera Naam

## Distribution
- Mithun Chakraborty dans le rôle du sanyasi
- Dharmendra
- Siddharth Dhawan
- Shalini Kapoor
- Kader Khan
- Mohan Joshi
- Tej Sapru
- Suvarna Mathew
- Yunus Parvez
- Sonia Sahni
- Satyen Kappu
- Rudraksh
- Mushtaq Khan
- Dhananjay Singh
- Johny Nirmal
- Bobby Saini
- Roshini Jaffery

## Bande originale
Toutes les chansons sont écrites par Sameer Anjaan.
1. Arrey Arrey Arrey Arrey - Poornima, Vinod Rathod
2. Pyar Da Uda Eda - Jaspinder Narula, Sonu Nigam
3. Main Saara Din Royi Mai Rat Bhar Na Soi - Poornima
4. Hai Khwabo Ki Tu Rani - Vishwajeet Mukherjee
5. Aashiq Hai Ladke - Sonu Nigam, Jaspinder Narula